# Fukuyama Yoshiki
Yoshiki Fukuyama (福山芳树, Fukuyama Yoshiki, 14 de septiembre de 1963) es un guitarrista, cantante y compositor japonés. En un principio se dio a conocer a nivel internacional por su trabajo en el anime de Macross 7, donde fue la voz cantante y guitarra del protagonista, Basara Nekki. Fukuyama se encuentra actualmente disfrutando de una exitosa carrera de grabación en solitario y como miembro del super-grupo de música de anime JAM Project.

## Biografía
Yoshiki Fukuyama nació en Tokio y fue criado en Kamakura. Incluso en la edad adulta, ha seguido viviendo en o cerca de Kamakura.
La familia de Fukuyama consiste en sí mismo, su esposa, una hija y una colección de mascotas. Él y su esposa, Kyoko Fukuyama, generalmente trabajan como un equipo de compositores. El compone la música mientras ella escribe la mayoría de las letras de sus canciones.
Fukuyama es un músico que toca varios instrumentos. En sus álbumes como solista, interpreta todos los instrumentos excepto la batería (interpretado por Shoichiro Aso) para la mayoría de las canciones.

## Primeros años
A los 5 años, Fukuyama comenzó a tomar clases de piano. Él y futuro compañero de banda, Toshiyuki Furuya, tuvieron el mismo profesor de piano. En su adolescencia, descubrió The Beatles , que condujo a su interés por tocar la guitarra. En la escuela secundaria, Fukuyama fue miembro de una banda tributo a Queen llamado "他" (hoka), lo que significa "otro" en japonés . La banda fue llamada así porque los enumeraban con frecuencia como "otros" en la facturación de conciertos.

## Carrera profesional
Los primeros conciertos: 1982 a 1988
En la universidad, Yoshiki Fukuyama, Toshiyuki "Rocky" Furuya, y varios amigos formaron la banda de Doolin Dalton (más tarde cambiado a Dalton Kougyou), a menudo interpretando canciones de The Eagles y bandas similares. Fukuyama tocó el bajo y compartía la posición de vocalista con Furuya.
También durante la universidad, Fukuyama tocaba la guitarra y cantó con la banda de comic-rock  Kirenjaku . Aunque de vez en cuando cantó con Kirenjaku, Takeshi Yamaguchi, realizó la mayor parte de la primera voz de la banda. Kirenjaku registró un EP de cuatro canciones.
Fukuyama y Furuya, junto con varios otros amigos formaron la banda de Maps . En 1988, Maps se convierte en la banda Humming Bird por la que Fukuyama es recordado.
1988 a 2000
Humming Bird jugó una mezcla de rock y folk con raíces en el hard rock and roll de los años 1960 a 1980, como Queen o los Beatles . Inicialmente en Humming Bird había solo dos miembros oficiales: Yoshiki Fukuyama en guitarra y voz y Toshiyuki Furuya en el bajo y voz. Varios amigos también tocaron. La lista final de la banda se creó en 1992 con la incorporación oficial de Shoichiro Aso, en la batería. Humming Bird disfruto de un éxito moderado, después de haber lanzado nueve álbumes antes de separarse en mayo de 2000.
1994 a 1998
Yoshiki Fukuyama fue la voz cantante y guitarrista del protagonista, Basara Nekki , en el anime Macross 7 . Fukuyama, Chie Kajiura, Tomo Sakurai, y varios músicos de estudio grabaron varios discos de canciones que se usaron en el anime. La mayoría de las veces, el trabajo fue acreditado únicamente a Fire Bomber , a pesar de que el nombre de Fukuyama aparece en los créditos de composición de varias canciones. También él y su banda, Humming Bird, están nombrados en la sección "Gracias"en los créditos del álbum de Fire Bomber.
Mayo de 2000
Fukuyama comenzó su carrera en solitario tras la disolución de Humming Bird.
Mediados de 1990 a 2003
En ocasiones Fukuyama hizo equipo Masato Ushijima para formar el popular dúo de folk/rock , Wild Vox . Mayormente acctuaron en vivo, pero grabaron un álbum, "Yasei no Kaze", que fue lanzado en abril de 2002.
También de vez en cuando se une a los artistas locales del área Yokohama-Kamakura para formar bandas como A-band(llamada así porque los tres miembros tienen sangre tipo A), Westcoast Doukoukai ,  San Sei's , y otros.
Febrero de 2003
Fukuyama formó su banda actual, Fukuyama Yoshiki Band(también conocida como "F-Band"), con los miembros: Tetsuro Morita en el bajo, el ex Humming Bird Aso Shoichiro en la batería, y Jun Imai en los teclados. Después de Imai-san dejó para dedicarse a otros proyectos en el año 2005, Hidetoshi "Hide" Suzuki se unió a ellos en los teclados para el "Fire Bomber tour 2005". el actual teclista de la banda es Akira "PONchan" Yokota.
Marzo de 2003
Yoshiki Fukuyama, Okui Masami y varios los artistas que Cantaron en temas de vídeo de varios anime y juegos , y se unieron para llevar a cabo el super-grupo de música de anime JAM Project .
Agosto de 2007 al presente
Después de un concierto de 25 aniversario de Macross, Fukuyama y el actor Nobutoshi Canna unieron sus fuerzas para realizar una serie de conciertos juntos. Dado que durante la producción de Macross 7, los dos hombres habían trabajado juntos a través del personaje, Basara Nekki - Canna actuó y Fukuyama cantó y toco la guitarra (Ellos consideraron el nombre de "Basarás" para su dúo, pero se decidieron, en cambio, por "fukujin", que fue creado mediante la combinación de la primera kanji de sus respectivos apellidos). De vez en cuando, cuando sus carreras lo permitían, cantaban juntos en el escenario y creaban una serie de emisiones de radio por Internet llamado "tsuke fukujin". El 23 de noviembre de 2008, fukujin realizó el primer concierto internacional en Taipéi, Taiwán.

## Discografía
SYNAPSE
Su lanzamiento está previsto 4/6/11 
- 1:Party<
- 2:俺は今日から宇宙人
- 3:Dawn
- 4:こだわりハリー
- 5:昨日見た未来
- 6:雪の日に
- 7:逃避行
- 8:透明人間
- 9:境界線
- 10:混沌の中をさ迷って